# おさき
おさき（2006年10月31日 - ）は、日本の女性YouTuber、TikToker、インフルエンサー、元子役。東京都出身。VAZ所属。

## 略歴
小学1年生の頃から子役活動を開始し、スマイルモンキーに所属した。中学1年生の時、SNSでの活動に専念する為、子役を辞めた。TikTokは観る専だったが、友達に「私たちもやってみない？」と誘われたことをきっかけにTikTokを始め、そこで多くの反響に驚き、何度か投稿していくうちにVAZにスカウトされる。当時好きだったYouTuberが全員VAZ所属だったこともあり、VAZに所属することになった。
2018年10月、YouTubeチャンネル『おさき日記』を開設。
2019年5月、女子小中学生向けYouTubeチャンネル『めるぷち』に2期生として加入後、2022年3月に卒業。
2023年12月、カラコン「カラーマジョリティー」のイメージモデルに就任。
2024年1月、ジョイフル恵利の振袖TEENS6期生の着物モデルに選ばれる。2025年1月、再びジョイフル恵利の振袖TEENS7期生の着物モデルに選ばれる。
2024年12月25日、1st写真集『おさき日記』（株式会社リルプラ）が発売。

## 人物
- 動画の作り方やこだわりとして「家族でのホームビデオのような感覚はずっと続けていきたい」と語っており、親近感を出すためにスマートフォンで撮影を行っている[5]。
- 実弟は俳優の今井暖大[15]。
- ファンネームは、「おさきーず」
- 趣味はTikTokなどの動画編集・BGMやSEをつけて、友人に送ること[1]。
- 特技は暗記すること[1]。
- 好物はステーキ、お寿司、アイスティー[4]。
- 苦手な物はピーマン、パプリカ、アボカド、ゴーヤ、キノコ類（えのき・なめこ以外）、いも類（じゃがいも・里芋以外）、かぼちゃ、なす、炭酸飲料[4]。
- 好きなアニメ・漫画は賭ケグルイ、鬼滅の刃、かぐや様は告らせたい、魔法少女サイト、ハッピーシュガーライフ、ヲタクに恋は難しい[4]
- 好きな教科は数学。その前は、英語だった[2]。
- 苦手な教科は体育[2]。
- 好きな小説はミステリー、サスペンス系[4]。
- 好きなキャラクターはクロミちゃん[4]。

## 出演

### テレビ番組
- 「ツッコミJAPAN」（2014年、日本テレビ）[16]
- 「女神のマルシェ」（2014年、日本テレビ）[16]
- 「オモクリ監督 〜O-Creator's TV show〜」（2014年、フジテレビ）[16]
- 「行列のできる法律相談所」（2015年、日本テレビ） - 相武紗季（幼少） 役[16]
- 「ワラッチャオ! 知らなきゃオバサン！？クイズ」（2015年12月6日・2016年3月20日）、NHK BSプレミアム）[16][17][18]
- 「中居正広の金曜日のスマイルたちへ 野沢直子」（2017年、TBS） - 野沢直子（幼少） 役[16]
- 「ファミリーヒストリー IKKO〜炭鉱の町から 父と子の葛藤〜」（2018年3月14日、NHK総合テレビジョン） - ルミ 役[16]
- 「痛快TV スカッとジャパン 夏休みスカッと 夏休みの約束」（2018年、フジテレビ） - 宮田沙織 役[16]
- 「沼にハマってきいてみた」（2021年12月20日、NHK）[19]
- 「ZIP!」（2022年6月27日・11月21日、日本テレビ） - 「THE 平成★レトロ」のコーナーに出演[20][21]

### テレビドラマ
- 「若者たち2014」第2話（2014年7月16日、フジテレビ） - 屋代多香子（幼少） 役[16]
- 「きんぴか」（2016年、WOWOW） - 尾形美也 役[16]
- 「ニーチェ先生」第7話（2016年、日本テレビ） - くじ引きの娘 役[16]

### ウェブドラマ
- 「プリズン・オフィサー」第3話（2015年2月1日配信[22]、BeeTV） - 陽子（幼少） 役[16]

### 映画
- 「ストレイヤーズ・クロニクル」（2015年）モモ（幼少） 役[16]
- 「JUKAI 樹海」（2016年）姉妹 役[16]

### イベント
- SAPPORO COLLECTION 2024 SPRING／SUMMER（2024年3月16日）[23]
- KANSAI COLLECTION 2024 SPRING＆SUMMER（2024年3月20日）[24]
- 超十代 -ULTRA TEENS FES- 2024@TOKYO（2024年3月28日）[25]
- ミュゼプラチナム Presents OKINAWA COLLECTION 2024（2024年6月15日）[26]
- GAKUSEI RUNWAY 2024 SPRING＆SUMMER（2024年6月16日）[27]

### 広告
- カラコン「カラーマジョリティー」（2023年）[11]
- カラオケ まねきねこ 「ZEROカラ」（2024年）[28]

## 書籍
- おさき日記（2024年12月25日、リルプラ）ISBN 978-4911443019